# إريك الكسندر (عازف جاز)
اريك الكسندر (بالإنجليزية: Eric Alexander)‏ هو عازف جاز أمريكي، ولد في 4 أغسطس 1968 في غاليسبورغ في الولايات المتحدة.

## وصلات خارجية
- الموقع الرسمي
- اريك ألكسندر على موقع ميوزك برينز (الإنجليزية)
- اريك ألكسندر على موقع أول ميوزيك (الإنجليزية)
- اريك ألكسندر على موقع ديسكوغز (الإنجليزية)